# 趙秉鈞內閣
趙秉鈞內閣成立於民國元年（1912年）9月30日，結束於民國2年（1913年）7月19日。
1913年3月22日，袁世凱政府的政敵宋教仁被刺殺，社會輿論直指趙秉鈞內閣。5月1日，趙秉鈞以宋案為由，提出請辭，但是袁世凱大總統只允許他休假；至7月16日，才正式辭職。袁世凱一開始任命朱啟鈐代理國務總理，但是朱啟鈴不肯赴任，後來才由段祺瑞兼任代總理。

## 內閣成員
| 職位     | 姓名   | 備注                          |
| -------- | ------ | ----------------------------- |
| 國務總理 | 趙秉鈞 |                               |
| 國務總理 | 段祺瑞 | 代理，1913年5月1日任命        |
| 國務總理 | 朱啟鈐 | 代理，1913年7月17日任命       |
| 外交總長 | 梁如浩 |                               |
| 外交總長 | 陸徵祥 | 1912年11月5日任命             |
| 內務總長 | 趙秉鈞 | 兼任                          |
| 內務總長 | 言敦源 | 1913年5月2日任命              |
| 財政總長 | 周學熙 |                               |
| 海軍總長 | 劉冠雄 |                               |
| 陸軍總長 | 段祺瑞 |                               |
| 教育總長 | 劉冠雄 | 兼任，代理，1913年1月28日任命 |
| 教育總長 | 范源濂 |                               |
| 教育總長 | 陳振先 | 兼任，代理，1913年3月19日任命 |
| 教育總長 | 董鴻袆 | 代理，1913年5月28日任命       |
| 司法總長 | 許世英 |                               |
| 農林總長 | 陳振先 |                               |
| 工商總長 | 劉揆一 |                               |
| 交通總長 | 朱啟鈐 |                               |